# هاشم الموسوي الأحسائي
السيّد هاشم بن أحمد بن الحسين آل سلمان الموسوي الأحسائي يعرف أيضًا بـالسيدهاشم آل سلمان (1830 - 14 مارس 1892) (1246 - 15 شعبان 1309) فقيه جعفري وقاضي شرعي سعودي من أهل القرن التاسع عشر الميلادي/ الثالث عشر الهجري. ولد بمدينة المبرّز في الأحساء ونشأ بها. ذهب إلى العراق وبدأ دراسته الدينية في كربلاء، ثمّ سافر إلى النجف لإكمال دراسته العليا. عاد إلى مسقط رأسه واشتغل بالتدريس والتأليف وأداء وظائفه الدينية حتّى وفاته. تولّى أمور القضاء فيها وأصبح من المراجع التقليد. له عدة مؤلفات في الفقه والأصول وأراجيز وشروح.

## نسبه
هو هاشم بن أحمد بن حسين آل سلمان الموسوي الأحسائي. وينحدر آل سلمان الموسوي من سلمان بن محمد بن يوسف بن علي بن إسماعيل بن حسين بن حسن بن إبراهيم بن ناصر بن علي بن صالح بن عيسى بن عبد الله بن جعفر بن موسى بن جعفر بن مسلم بن جعفر بن محمد بن مسلم بن محمد بن موسى بن علي بن جعفر بن الحسن بن موسى بن جعفر بن موسى الكاظم بن جعفر الصادق.

## سيرته
ولد هاشم بن أحمد بن الحسين آل سلمان الموسوي الأحسائي في محلة العتبان بمدينة المبرّز في الأحساء بإمارة نجد سنة 1246 هـ/ 1830 م ونشأ بها. درس أولا مقدماته على والده ثم على أحمد بن محمد الصفار الأحسائي. سافر إلى العراق لإكمال دراسته الفقهية، وهو في بداية العشرينات من عمره. سكن كربلاء وحضر دروسه على علمائها ومنهم محمد باقر الأسكوئي. ثم ذهب إلى النجف فدرس على مرتضى الأنصاري، وعلي بن خليل الخليلي. فحصل على مرحلة الاجتهاد.

عاد للأحساء عالمًا وأصبح مرجعًا دينيًا للشيعة الاثنا عشرية فيها وقلده فيها كثير من أهلها، «وقد امتدت مرجعيته إلى البحرين والكويت، والبصرة وبوشهر، وخوزستان وبعض البلدان الخليجية الأخرى.» تولى أيضًا منصب القضاء في الأحساء.

من تلامذته نجله ناصر، ابن أُخته حسين العلي السلمان، ابن عمّه محمد بن ناصر السلمان، الأخوان حسين الخليفة ومحمد، الأخوان علي بن علي الحسين وأحمد، الأخوان أحمد بن حبيب الأحسائي وحسين، الأخوان أحمد العيد وحسين، وعلي بن حمد الناصر، حسن المؤمن، علي آل ابن سعد، محمد بن جبران ونجله صالح، عبد الله الدويل، وعبد الحميد أبو خمسين وناصر آل علي.

تُوفّي هاشم الأحسائي في 15 شعبان 1309/ 14 مارس 1892 بمسقط رأسه ودفن فيها.

## مؤلفاته
- أنموذج الحقّ المبين في بناء التكليف على حصول اليقين، في أصول الفقه على مذهب اثنا عشري
- أرجوزة في الإرث
- أرجوزة التوحيد
- إيضاح السبيل
- جوابات المسائل، في التوحيد
- منظومة في فقه الطهارة
- منظومة في أحكام المواريث
- إيضاح السبيل في الفقه
- الرسالة العملية الكبرى
- الرسالة العملية الصغرى
- شرح طهارة التبصرة
- كشف الغطاء في الحكمة
- كشف الحقّ في التوحيد
- رسالة في العقائد
- رسالة في تفسير بعض الأحاديث